# Secma F16
La Secma F16 è una piccola roadster francese prodotta dalla Secma.

## Storia e Profilo

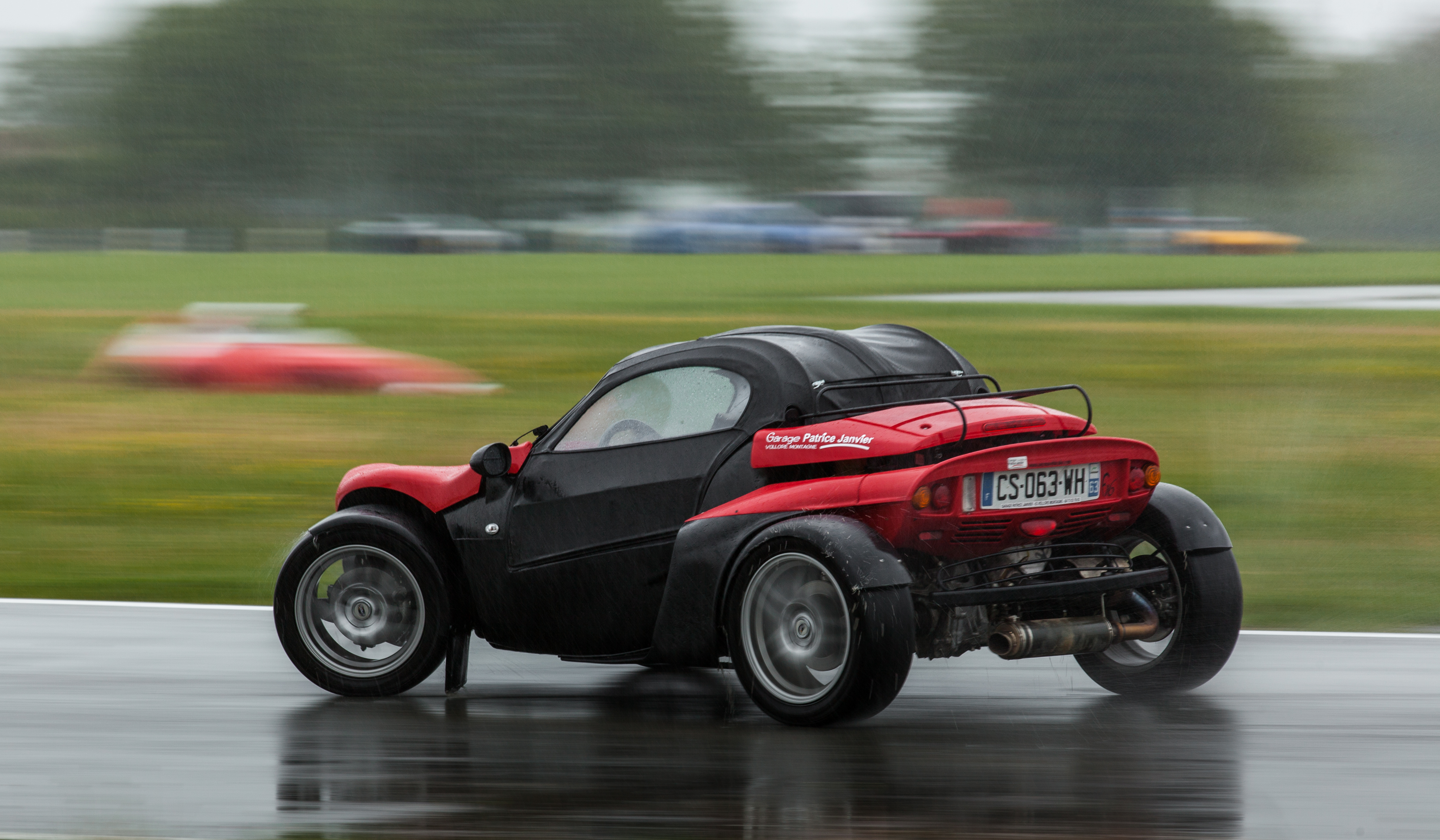
La vista posteriore

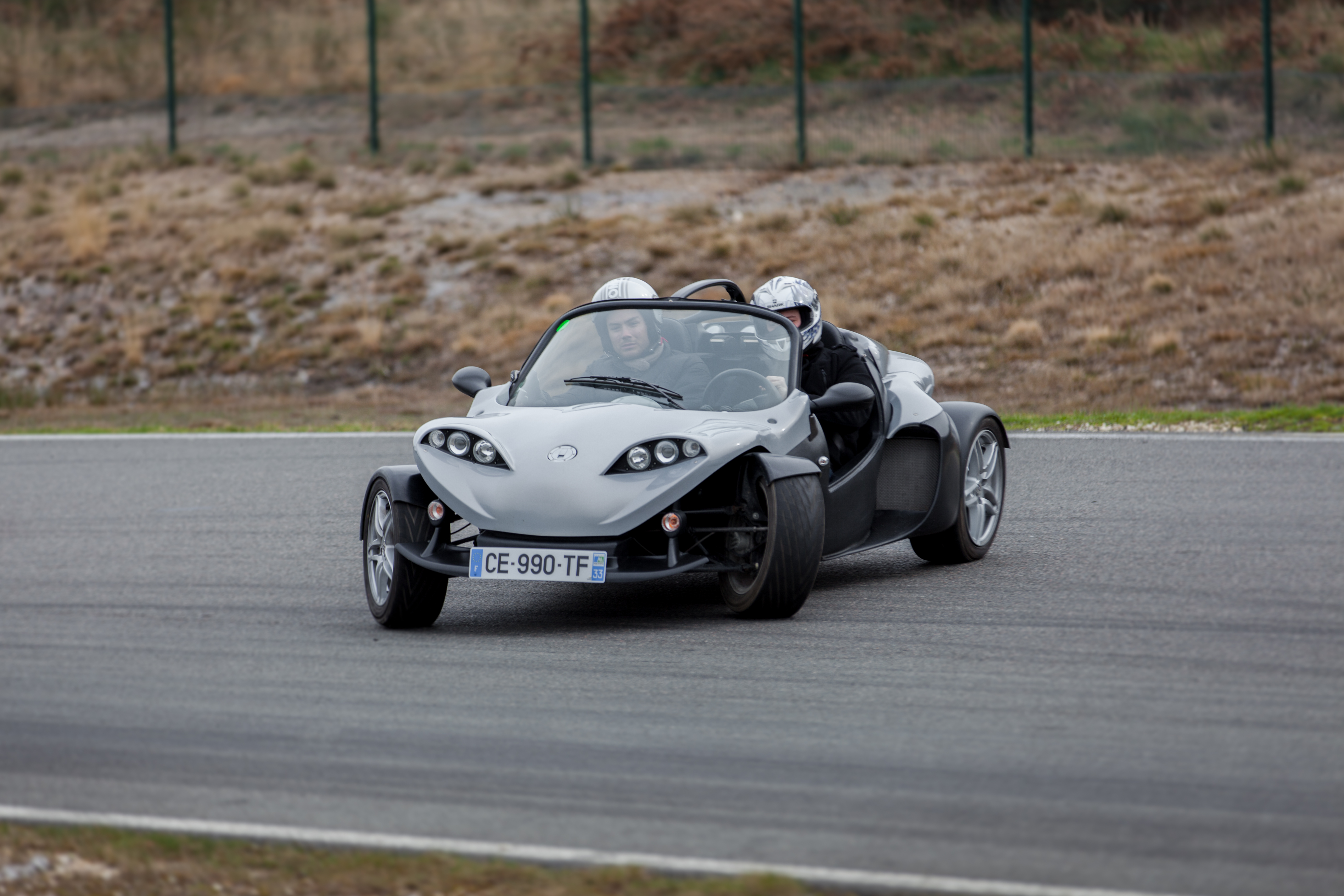
Secma F16 in pista

La Secma F16 è stata presentata nel 2008 al Salone dell'automobile di Parigi. Prodotta dalla piccola casa automobilistica francese, la piccola cabriolet 2 posti ha un motore Renault K4M 1.6 a quattro cilindri da 105 CV posteriore centrale, con una trasmissione manuale a 5 marce, sempre di derivazione Renault, e trazione posteriore.
L'eccellente rapporto peso/potenza le consente di accelerare fino a 100 km/h da fermo in 5,9 secondi e di toccare una punta velocistica di 180 km/h.
Daniel Renard, il suo progettista, da lungo tempo produttore specializzato in veicoli leggeri, ha raccontato “che l'idea della F16 gli è venuta dopo aver esposto la sua gamma di utilitarie in Gran Bretagna su invito della Lotus”.
La F16 non ha nessun tipo di assistenza elettronica (ABS, ESP, servosterzo, ecc.) e nemmeno l'autoradio. È dotata di riscaldamento, ma le porte e la capote sono optional, così come un bauletto e un portapacchi, con borsa impermeabile.
Sul finire del 2013 venne presentata la F16 EVO dotata di una ciclistica più raffinata, con un quadrilatero regolabile all'asse posteriore, una barra stabilizzatrice all'anteriore e una cremagliera dello sterzo più diretta.
Al Salone dell'Auto di Ginevra nel marzo 2016 venne presentata ufficialmente la Secma F16 Turbo. Nel 2017, è turno del Fun Buggy, un modello con maggiore altezza da terra e un look da buggy, basato sempre sulla F16.

## Dati tecnici
| Caratteristiche tecniche - Secma F16 | | |
| Motore                               | Renault K4M, 4 cilindri in linea ciclo Otto, posteriore centrale                                                        | Renault K4M, 4 cilindri in linea ciclo Otto, posteriore centrale                                                        |
| Cilindrata                           | 1.598 cm³ (Alesaggio x corsa = 79,5 x 80,5 mm)                                                                          | 1.598 cm³ (Alesaggio x corsa = 79,5 x 80,5 mm)                                                                          |
| Potenza max                          | 105 CV a 5.750 giri/min                                                                                                 | 105 CV a 5.750 giri/min                                                                                                 |
| Coppia max                           | 148 Nm a 3.750 giri/min                                                                                                 | 148 Nm a 3.750 giri/min                                                                                                 |
| Cambio                               | a 5 rapporti + RM | a 5 rapporti + RM |
| Trazione                             | posteriore | posteriore |
| Emissioni WLTP                       | Euro 6 | Euro 6 |
| Carrozzeria                          | monoscocca stampata in polietilene ad alta resistenza                                                                   | monoscocca stampata in polietilene ad alta resistenza                                                                   |
| Sospensioni ant.                     | a ruote indipendenti, doppi bracci oscillanti, molle elicoidali, ammortizzatori idraulici                               | a ruote indipendenti, doppi bracci oscillanti, molle elicoidali, ammortizzatori idraulici                               |
| Sospensioni post.                    | a ruote indipendenti, bracci oscillanti o quadrilateri (sulla versione EVO), molle elicoidali, ammortizzatori idraulici | a ruote indipendenti, bracci oscillanti o quadrilateri (sulla versione EVO), molle elicoidali, ammortizzatori idraulici |
| Impianto frenante                    | a disco sulle 4 ruote con comando idraulico                                                                             | a disco sulle 4 ruote con comando idraulico                                                                             |
| Pneumatici                           | Anteriori: 195/50 – 15                                                                                                  | Posteriori: 215/45 – 16                                                                                                 |
| Peso                                 | 583 kg a vuoto | 583 kg a vuoto |
| Accelerazione                        | 0-100km/h in 5,9 sec.                                                                                                   | 0-100km/h in 5,9 sec.                                                                                                   |
| Velocità massima                     | 180 km/h | 180 km/h |
| Consumo                              | Urbano: 8,5 l/100 km Extra urbano: 4,4 l/100 km Misto: 5,9 l/100 km                                                     | Urbano: 8,5 l/100 km Extra urbano: 4,4 l/100 km Misto: 5,9 l/100 km                                                     |